# Kościół św. Franciszka w Melbourne
Kościół św. Franciszka – najstarsza świątynia katolicka na terenie Melbourne oraz w całym stanie Wiktoria. Znajduje się przy skrzyżowaniu Lonsdale Street i Elizabeth Street. Jest jednym z trzech zachowanych budynków w centrum Melbourne, które zostały wybudowane przed „gorączką złota” z 1851 r. Siedziba parafii i dekanatu centralno-zachodniego.

## Historia
Kamień węgielny pod kościół został położony 4 października 1841 r., w dniu wspomnienia św. Franciszka z Asyżu, co zdecydowało o patronacie świątyni. Świątynia została erygowana przez, pierwszego kapłana rzymskokatolickiego w Dystrykcie Port Phillip, ks. Patricka Geoghegana. W 1847 r. kościół zaczął pełnić funkcję katedry nowo utworzonej diecezji Melbourne, tu też miał miejsce ingres bpa Jamesa Goolda. Faktycznie funkcję siedziby biskupa odebrano kościołowi w 1868 r. po wybudowaniu w Melbourne właściwej katedry, pod wezwaniem św. Patryka, choć oficjalnie pełnił ją do roku 1897.